# Cosamaloapan
Cosamaloapan là một đô thị thuộc bang Veracruz, México. Năm 2005, dân số của đô thị này là 54518 người.